# ميشيل سيمونز
ميشيل سيمونز (بالإنجليزية: Michelle Simmons)‏ هي عَالِمَة حاسوب أسترالية وبريطانية، ولدت في 14 يوليو 1967 في لندن في المملكة المتحدة.